# Route nationale 47 (Inde)
Pour les articles homonymes, voir Route nationale 47.
La Route nationale 47 (en anglais : National Highway 47, sigle NH 47), une route nationale  en Inde qui commence à Bamanbore (en) au Gujarat et se termine à Nagpur au Maharashtra.

## Tracé
La NH47 passe par les trois États du Gujarat, du Madhya Pradesh et du Maharashtra,, en traversant, entre autres, les villes suivantes :
Gujarat
Bamanbore, Limbdi, Ahmedabad, Godhra, Dahod
Madhya Pradesh
Indore, Betul
Maharashtra
Saoner, Nagpur

## Histoire
La renumérotation des routes nationales officialisée en 2010, a formé la NH-47 en composant les anciennes routes nationales 8A, 59, 59A et 69.